# Jelva
Jelva, Jolva popř. Ijulva (rusky Елва, Ёлва, Иолва, Июлва) je řeka v Komiské republice v Rusku. Je dlouhá 255 km. Plocha povodí měří 3340 km².

## Průběh toku
Pramení z jižních výběžků Četlaského Kameně v Timanském krjaži. Ústí zprava do Vymu (povodí Vyčegdy).

## Vodní režim
Zdrojem vody jsou převážně sněhové srážky. Průměrný roční průtok vody činí přibližně 11 m³/s.

## Využití
Na dolním toku je splavná pro vodáky.